# Molekulare Ökologie
Molekulare Ökologie bezeichnet jenen Aspekt der Ökologie, der sich mit den molekulargenetischen Grundlagen ökologischer Strukturen und Prozesse beschäftigt. Der Begriff ist seit Anfang der 1990er Jahre mit diesem Bedeutungsinhalt in Gebrauch (Gründung der internationalen Zeitschrift Molecular Ecology 1992/93). Seltener werden in einem erweiterten Sinne zusätzlich auch alle anderen Aspekte der Ökologie darunter verstanden, wo auf Molekülebene ökologische Analysen betrieben werden, z. B. im Rahmen der Chemischen Ökologie.
Die verwendeten Methoden der molekularen Ökologie im engeren Sinne sind die der Molekularbiologie, wobei aber die wissenschaftlichen Fragestellungen ökologischer Art sind. Verwendete Methoden waren oder sind z. B. RAPD (randomly amplified polymorphic DNA), Restriktionsfragmentlängenpolymorphismus (RFLP), DNA-Sequenzierung, Mikrosatelliten-Analyse, DNA-Sonden (z. B. für Bakterien), gezieltes Ausschalten von Genen, das Anlegen von cDNA- und genomischen DNA-Banken usw.
Die Analysen erlauben vielfältige Erkenntnisse zur genetischen Zusammensetzung einer Population, zum Genfluss zwischen Populationen, zu Artdifferenzierung und Verwandtschaftsanalyse oder auch zur Arten-Zusammensetzung von Mikroorganismengemeinschaften.
Einen ähnlichen Inhalt wie die molekulare Ökologie hat die ökologische Genetik. Die molekulare Ökologie geht inhaltlich vielfach über in die molekulare Evolutionsbiologie, weshalb viele ihrer Ausrichtungen auch unter dem Begriff Evolutionsökologie subsumiert werden.